# Ouhoud Al-Roumi
Pour les articles homonymes, voir Rumi.
Ouhoud Al-Roumi est une femme politique émiratie. Elle est l'actuelle ministre du Bonheur des Émirats arabes unis depuis le 10 février 2016. Elle est également directrice générale de la présidence du conseil des ministres.